# V okvari
V okvari (COBISS) je zbirka kratkih zgodb Aleša Čara, izšla je leta 2003 pri Študentski založbi v knjižni zbirki Beletrina.

## Vsebina
Zbirka V okvari vsebuje štirinajst kratkih zgodb. Njihova tematika je vzeta iz sodobnega pretežno urbanega življenja, kar je nasploh značilnost kratkih zgodb. V Čarovih zgodbah odkrivamo probleme, ki pestijo glavne like: odvisnosti, samomori, varanje, ločitve, depresije … Pojavlja se tudi tema medosebnega odnosa med moškim in žensko. Predvsem pa zgodbe odkrivajo neko ujetost med soljudmi.
Čar je zbirko zastavil tako, da se nekatere kratke zgodbe vsebinsko povezujejo. Zato jih lahko razdelimo na tri sklope. V prvem sklopu prevladuje ljubezenska tematika, predvsem ljubezenski problemi. Sem spadajo Kratki stiki, Muhe, Preveč snega, V okvari in Kdo je srečen? Drugi sklop so zgodbe, v katerih osebe iščejo same sebe in svoje življenje ter razmišljajo, ali naj se predajo usodi ali naj jo poskusijo spremeniti. V ta sklop spadajo zgodbe Desna roka, Zlate niti, Red shop, Drugi na spisku in Limonada. V tretji sklop sodijo najbolj krute in brutalne zgodbe: Nekaj brni, Izbira mačk, Dediščina in Kokakola. Brutalno mučenje živali, sadizem, mazohizem in poskus umora, ki se konča le s pretepom neprave osebe, so nekateri izmed problemov, predstavljeni v tem sklopu zgodb.